# منطقه دخیل
منطقه دخیل (به عربی: إقلیم دخیل) یک منطقه در جیبوتی است که در جیبوتی واقع شده‌است.

## خصوصیات
منطقه دخیل ۷٬۲۰۰ کیلومترمربع مساحت و ۹۹٬۳۳۶ نفر جمعیت دارد و ۱٬۳۶۲ متر بالاتر از سطح دریا واقع شده‌است.